# Тип 65 (пистолет-пулемёт)
«Тип 65» — японский пистолет-пулемёт.

## История
Пистолет-пулемёт был разработан в середине 1960-х годов на основе конструкции американского 11,43-мм пистолета-пулемёта М3, его складной металлический приклад имеет конструктивное сходство с прикладом шведского пистолета-пулемёта Carl Gustaf M/45B. В 1965 году он был принят на вооружение вооружённых сил Японии и выпускался в двух незначительно отличающихся вариантах исполнения. Всего компанией «Shin Chuo Kogyo К. К.» в г. Токио было выпущено шесть тысяч пистолетов-пулемётов «тип 65» и «тип 66».

## Описание
Пистолет-пулемет использует автоматику со свободным затвором.
Окно для выброса стреляных гильз находится слева и имеет откидную пылезащитную крышку, одновременно выполняющую роль предохранителя — при закрытой крышке специальный выступ на ее внутренней поверхности блокирует движение затвора.
Ствол пистолета-пулемета закрыт сплошным цилиндрическим кожухом, не имеющим отверстий для охлаждения.

## Варианты и модификации
- тип 65[1] — вариант 1965 года[2]
- тип 66 — вариант 1966 года[2] с укороченным до 140 мм стволом[1]

## Страны-эксплуатанты
- Япония[1]